# 핀볼 (1980년 비디오 게임)
핀볼은 존 엘렌이 스크립트를 작성하고 애콘 소프트웨어 프러덕트에서 발매한 TRS-80용 1980년 비디오 핀볼 게임이다.

## 게임 플레이
핀볼은 다양한 공속 및 플런져에서 나오는 세기를 선택할 수 있다.

## 평가
존 미슈콘은 핀볼을 '더 스페이스 게이머'지 36번째 부에서 평가했는데, "프로그램으로서 강력한 지지를 보내며, 게임으로서 검증되었다"라고 논평했다.